# Albert Adès
Albert Adès, né le 11 février 1893 au Caire et mort le 18 avril 1921 à Arcachon, est un écrivain égyptien de langue française.

## Biographie

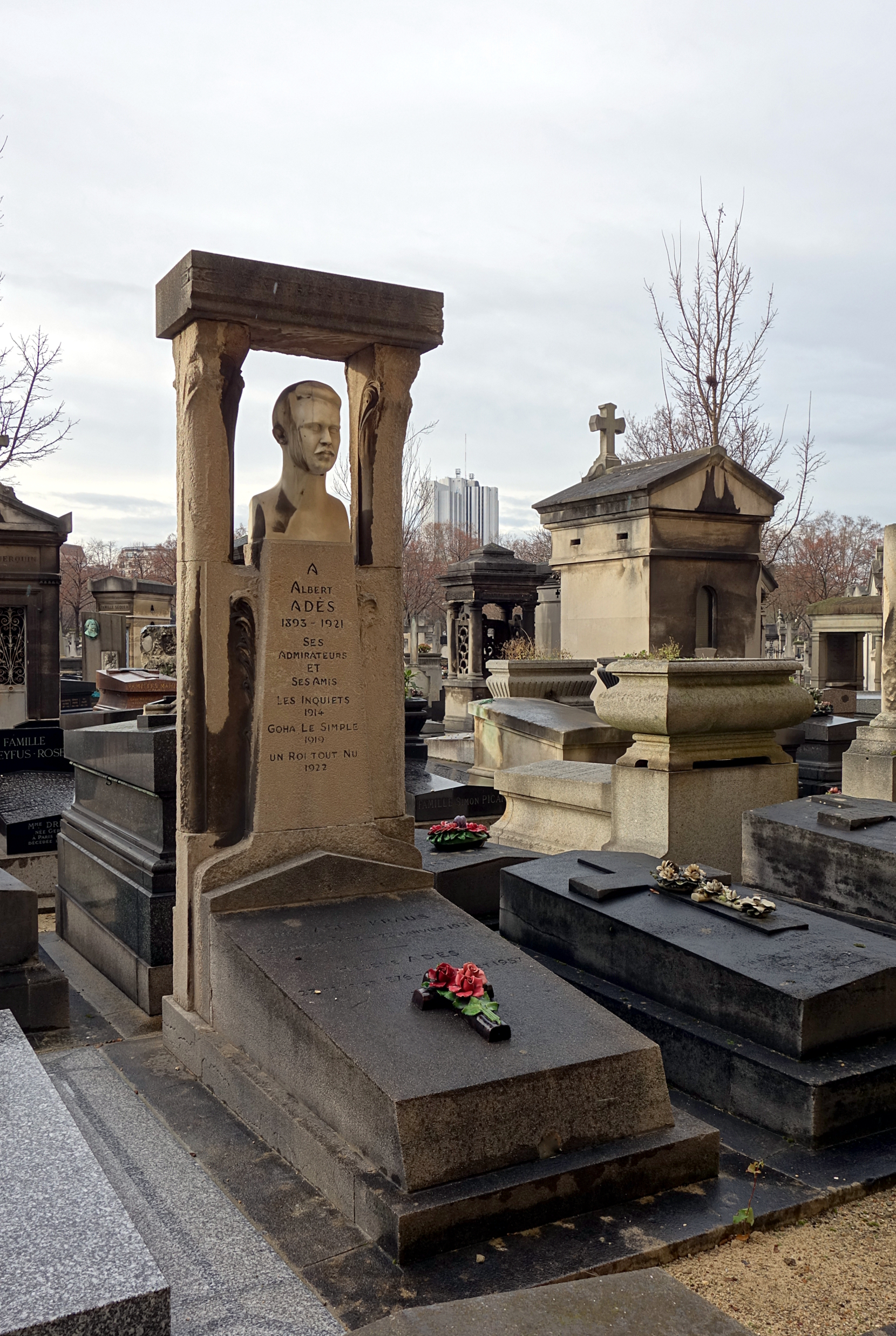
Le tombeau d'Albert Adès au cimetière du Montparnasse, érigé par Hector Guimard, portant un buste réalisé par Georges-Clément de Swiecinski.

C'est au Caire, en 1913, qu'Albert Adès rencontre Albert Josipovici. Ensemble, ils écrivent deux romans, en français, relatant la vie quotidienne des Égyptiens. Leur deuxième roman, Le Livre de Goha Le Simple, présenté pour le Prix Goncourt en 1919, obtient la deuxième place derrière A l’ombre des jeunes filles en fleurs de Marcel Proust. Le livre sera porté à l'écran sous le titre Goha par Jacques Baratier, avec Omar Sharif et Claudia Cardinale. Le film remportera le prix Un certain regard au festival de Cannes de 1958.
Adès travaillait à une étude comparée de Mirbeau, Maeterlinck et Bergson, La Pyramide - Trois hommes et une vérité, quand la mort l’a surpris. Sa fille, Edmone, a publié en 1949 ses notes manuscrites, sous le titre Adès chez Bergson.
Mort à Arcachon, son corps est inhumé à Paris au cimetière du Montparnasse le 24 avril 1921.

## Œuvres
Avec Albert Josipovici
- Les Inquiets, sous le pseudonyme de A. I. Theix, éditions Calmann-Lévy, Paris : 1914
- Le Livre de Goha Le Simple, Calmann Lévy préface Octave Mirbeau, éditions Calmann-Lévy, Paris : 1919

Seul
- Le chevalier D'Athis (roman), sous le pseudonyme d'Olivier Theix), 1913
- Un roi tout nu, éditions Calmann-Lévy, Paris : 1922